# Hylaeus fijiensis
Hylaeus fijiensis là một loài Hymenoptera trong họ Colletidae. Loài này được Cockerell mô tả khoa học năm 1909.